# Ghilassa
Ghilassa (în arabă غيلاسة) este o comună din provincia Bordj-Bou-Arreridj, Algeria.
Populația comunei este de 11.044 de locuitori (2008).